# Historia de Australia

La bandera de Australia es el símbolo a nivel nacional de la Mancomunidad de Australia.

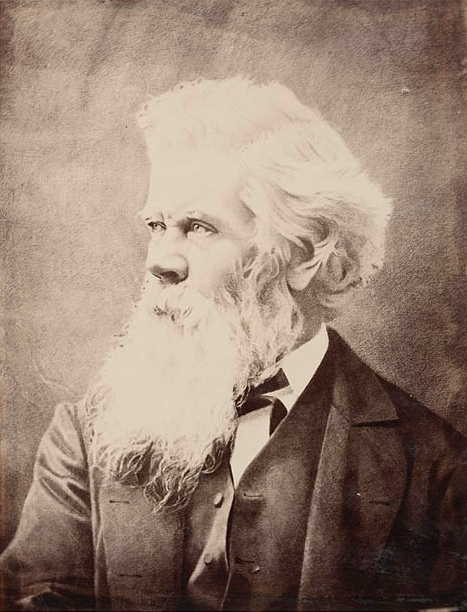
Sir Henry Parkes es considerado el Padre de la Federación Australiana.

La historia de Australia comenzó cuando el hombre llegó al continente australiano desde el continente eurasiático hace al menos 65 000 años.
Sin embargo, sus registros históricos comienzan a ser escritos a partir de que los exploradores neerlandeses las avistaran en el siglo XVII. Algunos escritores han propuesto la teoría de que los portugueses fueron los primeros europeos en avistar Australia en la década de 1520. Los españoles descubrieron lo que hoy en día se llama como estrecho de Torres, nombre dado por el apellido de su descubridor. Al ser esta una expedición exploratoria, tampoco se puso en marcha una colonización. En dichos registros se recoge que la tierra austral era inhabitable y por lo tanto no la colonizaron, dejando así el camino abierto para las posteriores expediciones británicas. La interpretación de la historia australiana es un tema controvertido en la actualidad, particularmente en lo que se refiere al descubrimiento y al trato de los aborígenes australianos por parte de los colonizadores europeos.

## Prehistoria
En lo referente a Australia, se entiende por prehistoria el período que se extiende desde la inmigración de los habitantes originarios hasta el primer avistamiento europeo confirmado, en 1606, el cual puede incluirse como parte de su historia temprana. Se considera que la prehistoria australiana es algunos miles de años más extensa que en otras partes del mundo debido a que no existen escritos de eventos humanos en el continente anteriores al contacto con los europeos.
La fecha exacta de los primeros asentamientos humanos en Australia es aún tema de debate. Sin embargo, se cree que la tierra austral ha estado habitada por seres humanos desde hace 65 000 años; en esa época hubo un período de cambio ecológico masivo que se cree fue resultado de acciones humanas. Los primeros australianos eran los ancestros de los aborígenes australianos de la actualidad; llegaron a través de puentes de tierra y pasos marítimos de poca longitud desde el sudeste asiático. La mayor parte de estas personas eran cazadores-recolectores con una compleja tradición oral y valores espirituales basados en la adoración de la tierra y en la creencia del tiempo de sueño. Los isleños del estrecho de Torres, étnicamente melanesios, habitaron desde aquel tiempo las islas del estrecho de Torres y partes del extremo norte de Queensland; poseen prácticas culturales distintas a las de los demás grupos aborígenes australianos.

### Sahul
La línea de costa de Australia ha tenido grandes variaciones en los últimos 40 milenios. Así hasta hace unos 18 000 años Australia y Nueva Guinea formaban un continente único denominado a veces como Sahul. Así durante ese período habría sido posible para los seres humanos transitar por tierra entre lo que ahora es Nueva Guinea y Australia. Esto se refleja en que los neoguineanos son los humanos genéticamente más cercanos a aborígenes australianos y tasmanos. Sin embargo, debido a la diferencia de hábitats y el gran tiempo de separación cultural y lingüísticamente no se aprecian demasiadas conexiones entre los pueblos de Australia y Nueva Guinea.
| Nyulnyulana Worrorrana Bunubana Jarrakana Mirndi (2 regiones) Daly (4 familias) Wagiman Yangmánica | Tiwi (insular) Región de Darwin Iwaidjana Giimbiyu Arnhem, incl. Gunwinyguana Garawa y Tángkica Pama-Ñung (3 regiones) |

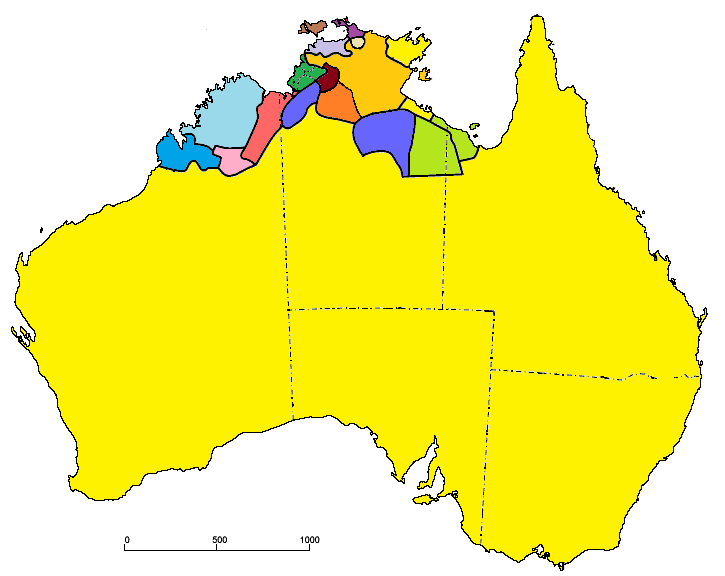
Familias lingüísticas australianas, que ofrecen alguna pista de los parentescos entre los diferentes grupos humanos de Australia. De oeste a este:

Dentro de Australia la mayor parte de la diversidad étnica, cultural y lingüística se observa en el extremo norte de Australia, por lo que es de suponer que poco antes de la llegada de los europeos esa fuera también la situación. En el norte de Australia se han encontrado numerosos grupos de lenguas australianas que no parecen tener relación entre sí, lo que sugiere que se diversificaron hace mucho tiempo, al punto de no ser posible reconocer ningún parentesco filogenético claro. Por otra parte el resto de Australia es cultural y lingüísticamente mucho más homogéneo, lo cual sugiere que los pueblos de esas otras regiones son el resultado de un proceso de etnogénesis mucho más reciente. De hecho la mayor parte de Australia está cubierta por las lenguas pama-ñunganas, entre las cuales existen muchas más similitudes que entre las lenguas del norte, al punto que se ha propuesto que estas lenguas forman una macrofamilia que habría empezado a diferenciarse solo hace unos pocos milenios.

### Contacto con Asia
Es conocido que el dingo uno de los animales de compañía más característico de los aborígenes de Australia proviene del Sudeste Asiático y habría llegado a Australia llevado por pueblos navegantes procedentes de Asia solo hace algunos miles de años. Eso prueba la antigüedad de los contactos con Asia. Además algunos pueblos australianos del estrecho de Torres habrían tenido contactos intermitentes con pueblos del sur de Nueva Guinea.
Mucho más recientemente, la ciudad de Calcuta, en la India, habría tenido contacto con los aborígenes australianos, en particular con los yolngu de la tierra de Arnhem de acuerdo a testimonios históricos.
En 1603, el jesuita italiano Mateo Ricci, misionero, matemático, cartógrafo y profesor en la Corte Imperial China, elaboró un mapa del mundo conocido en la época. En el espacio donde se ubicaría Australia, anotó: Nadie ha estado en esta tierra del sur, por lo tanto no sabemos nada sobre ella. Escribió además en caracteres chinos Tierra del Fuego y Tierra de Loros, con lo cual sugirió que los chinos sabían o incluso tal vez habían visitado Australia.

## Exploración europea

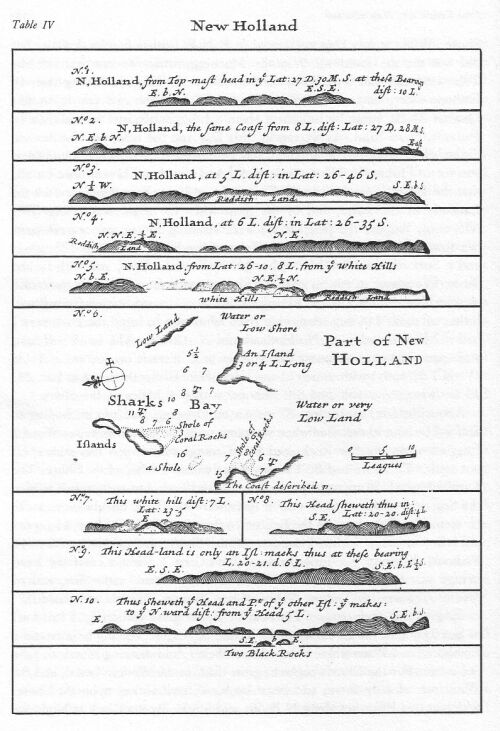
Mapa de Nueva Holanda hecho en 1699 por William Dampier.

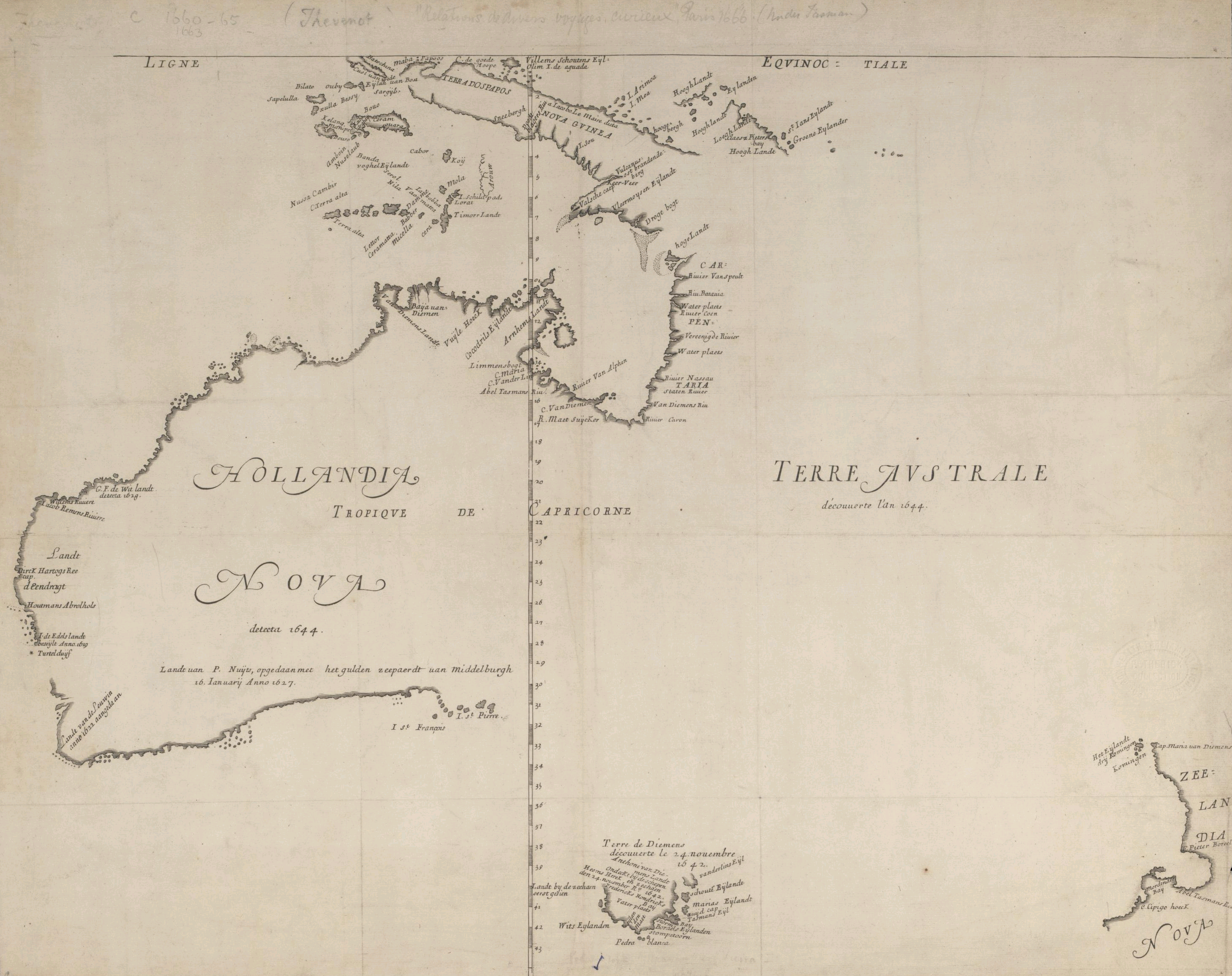
Hollandia Nova, mapa de la costa australiana de 1644.

Los primeros escritos sobre el descubrimiento del continente australiano por parte de exploradores europeos datan de comienzos del siglo XVII. El primer avistamiento europeo de Australia fue hecho el 26 de febrero de 1606 por el navegador neerlandés Willem Janszoon, quien navegó por el golfo de Carpentaria en su barco Duyfken, avistando y desembarcando en la costa oeste de la península del Cabo York. Unos meses después, el navegante Luis Vaez de Torres perteneciente a la expedición española de Pedro Fernández de Quirós, fue el primero en cartografiar el estrecho que lleva su nombre: Estrecho de Torres. Por otra parte, el nombre del país y continente "Australia", viene del topónimo "La Austrialia del Espíritu Santo" que Quirós le dio a la Isla Espíritu Santo, hoy parte de Vanuatu.
Otros escritores han argumentado que navegantes portugueses pudieron haber descubierto Australia incluso antes, en el siglo XVI. El periodista Peter Trickett en el libro "Beyond Capricorn" afirma que el portugués Cristovão de Mendonça llegó a Botany Bay en el año 1522, es decir, 84 años antes que los holandeses y españoles, y 250 años antes que los ingleses. En dicho libro se encuentra un fragmento de un mapa exacto de parte de la costa australiana, escrito en portugués, que demostraría que los portugueses fueron los primeros en llegar a Australia. Otros viajeros europeos (predominantemente neerlandeses, pero también franceses e ingleses) supuestamente habrían llegado luego a la tierra recientemente descubierta. Para comienzos del siglo XVII, las costas occidentales y septentrionales de lo que habían llamado “Nueva Holanda” habían sido cartografiadas y navegadas en su totalidad por los neerlandeses. Sin embargo, aún no se habían hecho intentos de establecimiento.
En 1770, la expedición del Endeavour bajo el comando del teniente de la Marina Real Británica James Cook navegó y cartografió la costa oriental de Australia, desembarcando en el continente por primera vez en Botany Bay el 29 de abril de aquel año. Cook se dirigió luego hacia el norte y, antes de marcharse, desembarcó en la isla Possession, en el estrecho de Torres, el 22 de agosto de 1770. Allí reclamó formalmente la costa este de Australia para el Reino de Gran Bretaña y la llamó Nueva Gales del Sur. Dado que los descubrimientos de Cook hicieron posible el primer asentamiento europeo en el continente, es a menudo popularmente concebido como el descubridor de la tierra austral, aunque el verdadero descubrimiento haya ocurrido más de 160 años antes del viaje de Cook.
A su regreso a Inglaterra, los reportes favorables sobre estas tierras realizados durante la expedición generaron interés sobre Australia al ser considerada como la potencial solución para el problema de superpoblación penal en Gran Bretaña, el cual había sido agravado por la pérdida de sus trece colonias americanas, que habían sido el destino para el transporte de convictos. Por consiguiente, el 13 de marzo de 1787, los once barcos de la First Fleet salieron de Portsmouth, Inglaterra, hacia Botany Bay.
Una de las razones para establecer una colonia inglesa en Nueva Gales del Sur en 1788 era hacer una tentativa de emplear las pieles de la costa del noroeste de América para abrir el comercio con Japón. Durante la década 1785-1795, los comerciantes británicos animados por el presidente de la Sociedad Real, Sir Joseph Banks, y apoyados por su Gobierno, hicieron una tentativa constante de desarrollar este comercio.

## Asentamiento y colonización

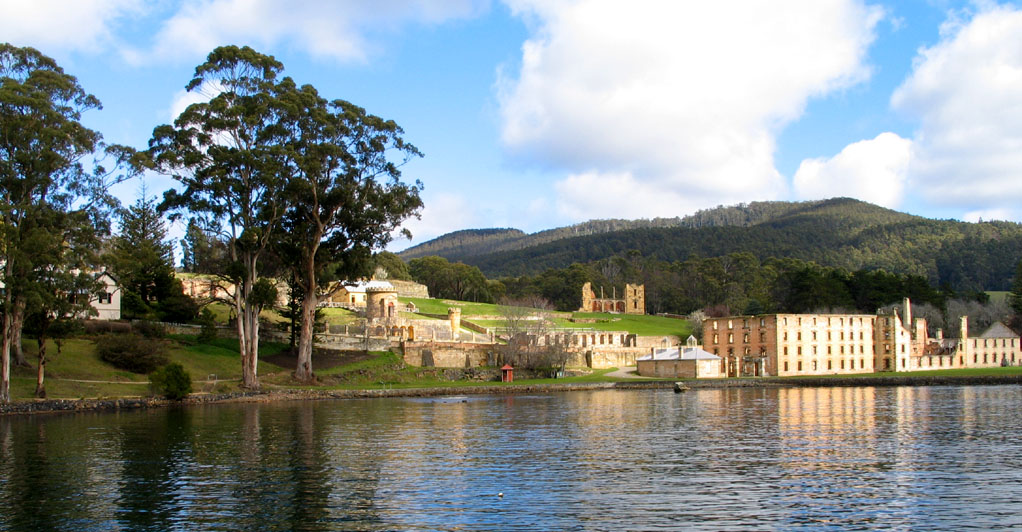
Port Arthur, Tasmania era la colonia penal más grande de Australia.

Dentro de la colonia de la Corona británica de Nueva Gales del Sur, se estableció un asentamiento y colonia penal en Port Jackson (que actualmente forma parte de Sídney) fundados por el capitán Arthur Phillip el 26 de enero de 1788. Esa fecha se convertiría en una fiesta nacional denominada Día de Australia. La Tierra de Van Diemen, hoy conocida como Tasmania, fue fundada en 1803 y se convirtió en una colonia separada en 1825. El Reino Unido reclamó como propia la parte oeste de Australia en 1829. Colonias separadas se formaron a partir de porciones de Nueva Gales del Sur: Australia Meridional (1836), Victoria (1851) y Queensland (1859). El Territorio del Norte fue fundado en 1863 como parte de la provincia de Australia Meridional. Victoria y Australia Meridional habían sido fundadas como “lee felix”, esto significa que nunca fueron colonias penales, aunque anteriormente a su fundación sí habían recibido algunos convictos procedentes de Tasmania pero nunca del Reino Unido. Australia Occidental también fue fundada “libre”, pero aceptó luego el transporte penal debido a la gran escasez de fuentes de trabajo que sufría. Nueva Zelanda fue parte de Nueva Gales del Sur hasta 1840, cuando se convirtió en una colonia por sí misma. El transporte de convictos fue siendo progresivamente abolido en toda Australia entre 1840 y 1864.
Desde el 1 de febrero de 1827 hasta el 12 de junio de 1831, el Territorio del Norte estuvo dividido por el paralelo 20.º S en Australia Septentrional y Australia Central. De una pequeña porción de Nueva Gales del Sur, fue fundado en 1915 el Territorio de la Bahía de Jervis, el cual cubre 6.677 hectáreas solamente; fue parte del Territorio de la Capital Australiana hasta 1989, cuando este último adquirió un gobierno propio, después de lo cual Jervis Bay se convirtió en un territorio separado administrado por el Ministerio de Territorios. 

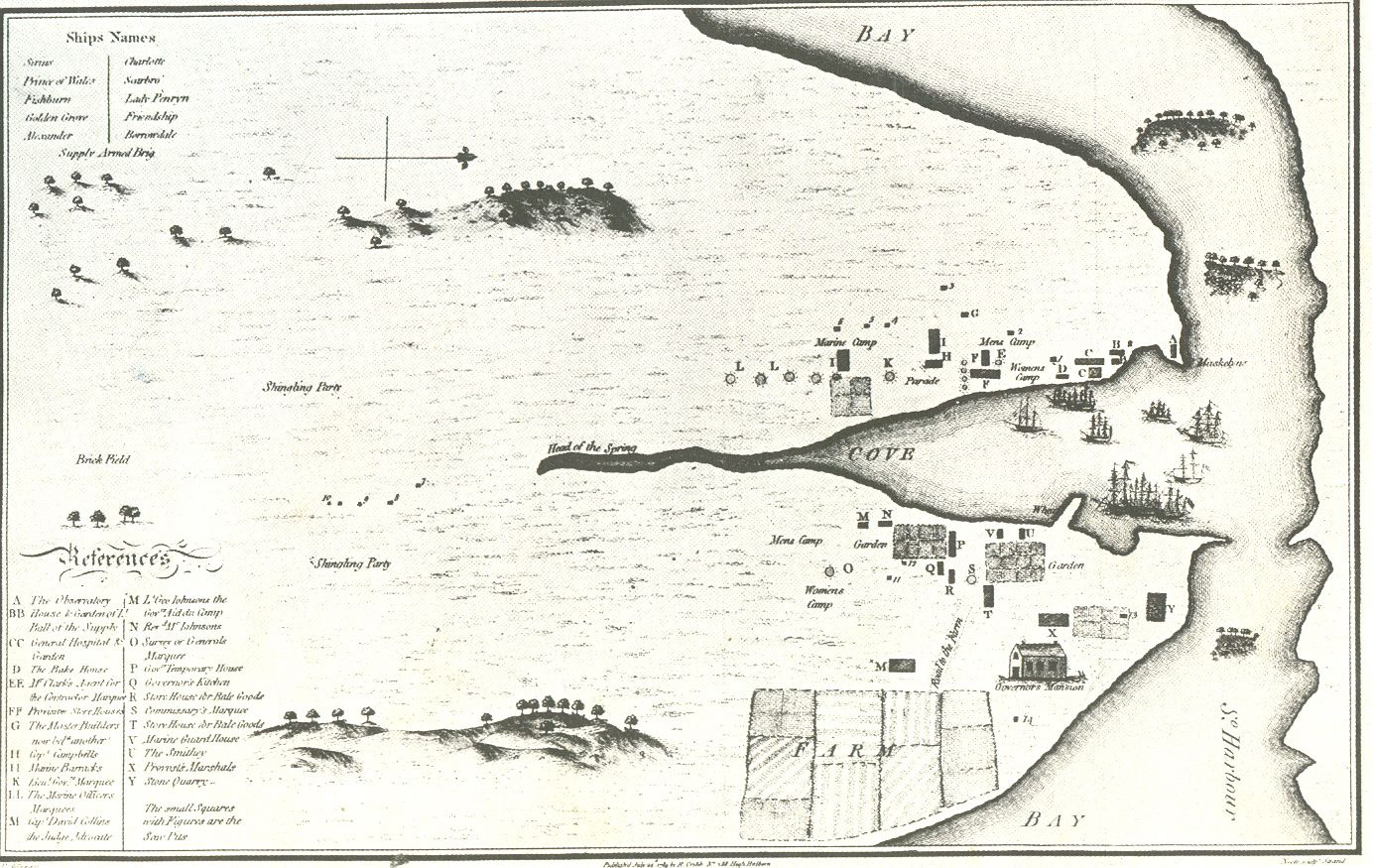
Mapa Sídney hecho en 1789, el primer año después de su fundación.

La población indígena australiana, estimada en 350.000 habitantes en el momento del asentamiento europeo, se redujo considerablemente en los 150 años siguientes a dicho establecimiento, principalmente debido a enfermedades infecciosas junto a la desintegración cultural y al forzado reasentamiento que sufrieron debido al avance de los colonizadores. La separación de niños aborígenes y sus familias, que algunos historiadores e indígenas argumentan que debería ser considerada un genocidio según las normas jurídicas de la actualidad, posiblemente haya hecho una pequeña contribución en la declinación poblacional de los pueblos originarios. Estas interpretaciones de la historia nacional constituyen un tema de discusión y son calificadas por algunos como exageradas y fabricadas por razones políticas o ideológicas.  El debate surgido a partir de las diferentes opiniones sobre este asunto es conocido dentro de Australia como History Wars. Después de la aprobación del referéndum de 1967, el gobierno federal obtuvo el poder para implementar nuevas políticas y crear leyes con respecto a los aborígenes. La posesión tradicional de tierras (native title) no era reconocida hasta que el caso de Mabo v Queensland (No 2) de la Corte Suprema modificó la noción de Australia como terra nullius en la época de la ocupación europea.

### Línea de tiempo: fundación de las colonias australianas

Mapa animado que muestra la creación de las diferentes colonias australianas. Además, Nueva Zelanda (que no se muestra aquí) fue parte de Nueva Gales del Sur desde 1788 hasta 1840 cuando fue declarada una colonia separada.

- 1788 – Nueva Gales del Sur es fundada, extendiéndose hacia el oeste hasta el meridiano 135° e incluyendo todas las islas adyacentes en el océano Pacífico. Nueva Zelanda estaba contemplada dentro de esas islas y era administrada como parte de Nueva Gales del Sur.
- 1825 – La frontera occidental de Nueva Gales del Sur se extiende hasta el meridiano 129° E. En el mismo año, la Tierra de Van Diemen es fundada.
- 1829 – La Colonia del Río Swan es reclamada por Charles Fremantle para el Reino Unido.[19][20]
- 1832 – La Colonia del Río Swan cambia su nombre por el de Australia Occidental.
- 1836 – Se funda Australia Meridional con el paralelo 132° E como su frontera occidental.
- 1840 – Se funda Nueva Zelanda.
- 1846 – Australia Septentrional (que incluía lo que en la actualidad es el Territorio del Norte y la mayor parte de Queensland) es fundada con el meridiano 26.º S como su límite meridional. Aunque abolida en diciembre del mismo año, la colonia existió formalmente por un breve período.
- 1851 – Victoria es fundada.
- 1856 – La Tierra de Van Diemen cambia su nombre por el de Tasmania.[21]
- 1859 – Queensland es fundada con el paralelo 141° E como su límite occidental.
- 1860 – El límite oeste de Australia Meridional cambia del paralelo 132° E a 129° E.
- 1862 – El límite oeste de Queensland cambia del paralelo 141° E a 139° E.
- 1863 – El control sobre el Territorio del Norte pasa de Nueva Gales del Sur a Australia Meridional.
- 1911 – El Territorio de la Capital Australiana es fundado. El control sobre el Territorio del Norte es transferido al gobierno nacional.

## Gobierno colonial propio y descubrimiento de oro

Bandera de la rebelión de Eureka Stockade.

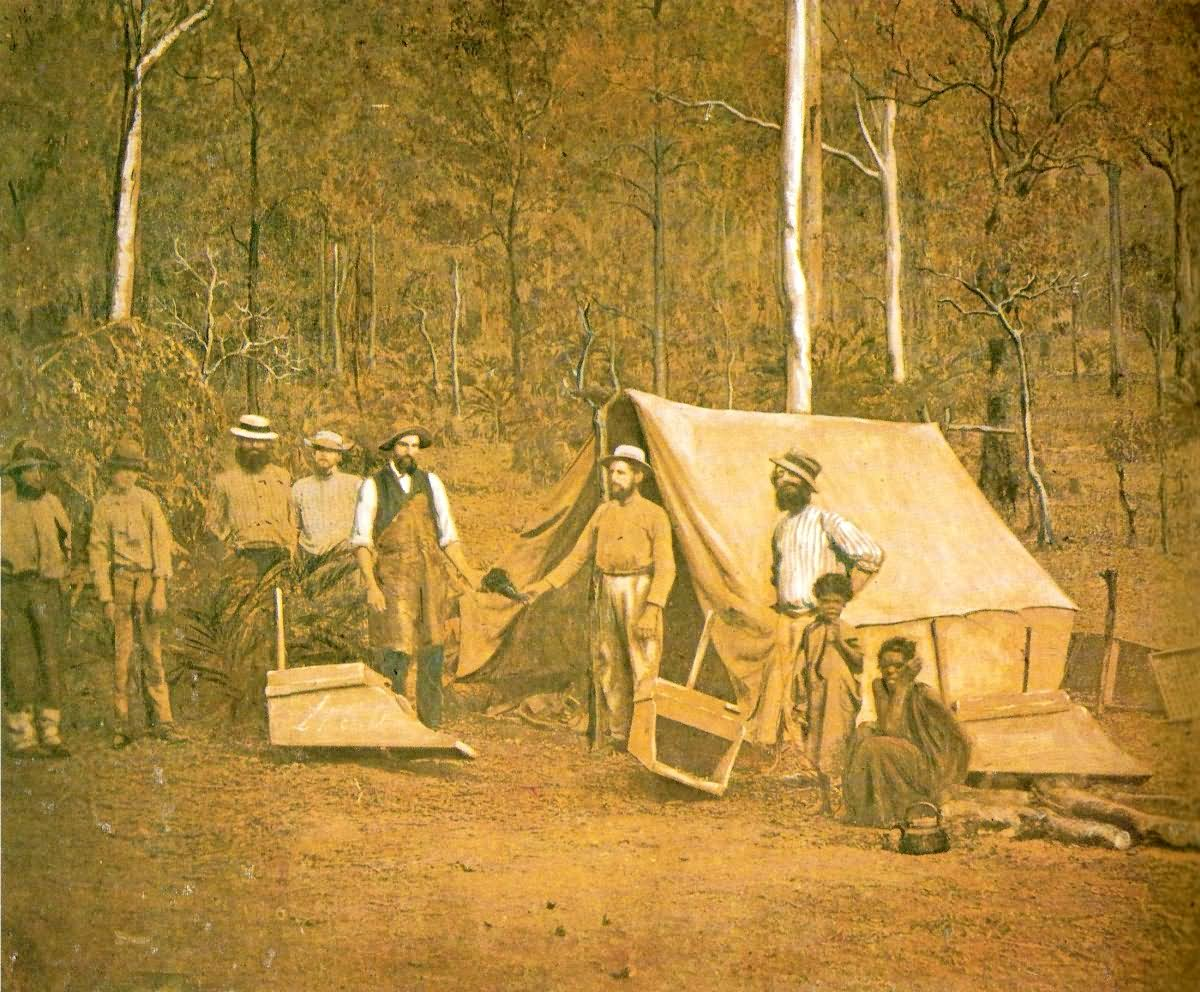
Asentamiento de buscadores de oro durante las fiebres del oro australianas.

Una fiebre del oro comenzó en Australia a principios de la década de 1850. La rebelión conocida como Eureka Stockade de 1854 fue una expresión temprana del sentimiento nacionalista: la bandera utilizada para representar esta rebelión fue seriamente considerada como una alternativa para la bandera australiana. Las fiebres del oro atrajeron a muchos inmigrantes de Gran Bretaña, Irlanda, Europa, América del Norte y China.
Entre 1855 y 1890, las seis colonias obtuvieron individualmente un gobierno responsable, administrando la mayoría de sus asuntos internos aun cuando formaban parte del Imperio británico. La Oficina Colonial de Londres mantuvo el control sobre ciertas cuestiones, principalmente relaciones internacionales, defensa y tráfico marítimo internacional.
El oro trajo un período de gran prosperidad, pero finalmente, la expansión económica tuvo un final, convirtiéndose la década de 1890 en un período de depresión.

## Federación y guerras mundiales

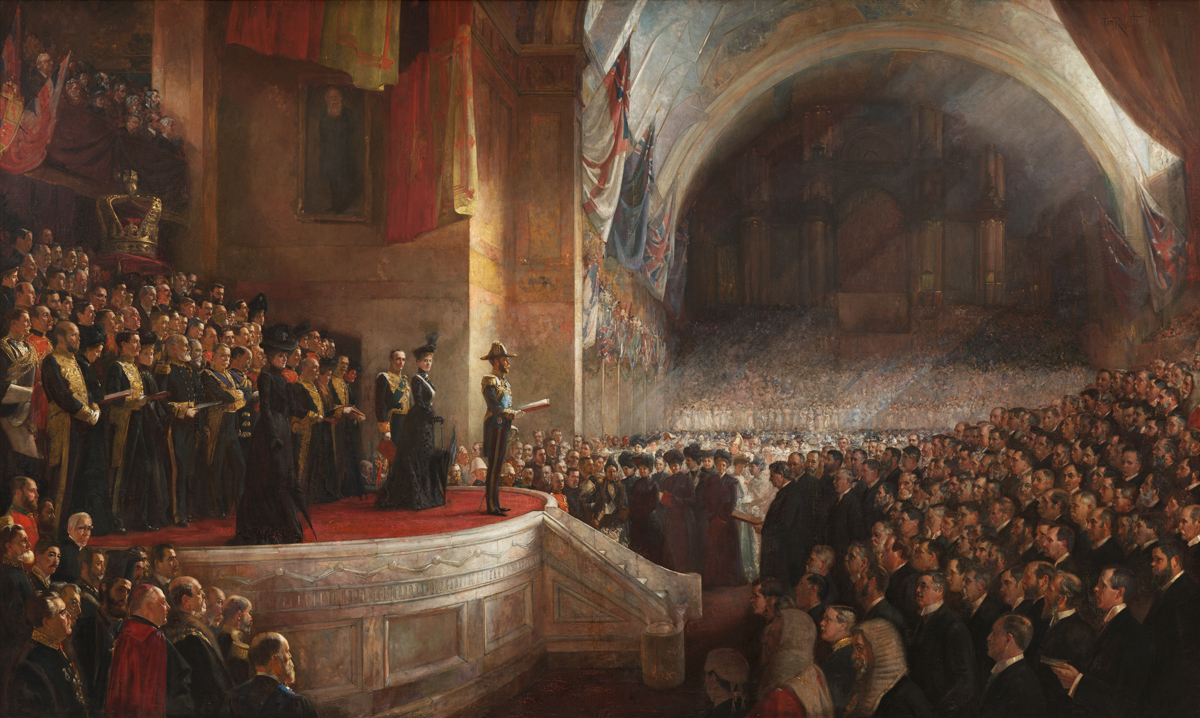
Apertura del Parlamento de Australia en 1901.

El 1 de enero de 1901, la federación de las colonias pudo realizarse después de una década de planeamiento y votaciones, naciendo así la Mancomunidad de Australia como un dominio del Imperio Británico. El Territorio de la Capital Australiana fue fundado en 1911 en un área anteriormente perteneciente a Nueva Gales del Sur con el fin de delimitar la localización exacta de la nueva capital federal propuesta, Canberra (Melbourne fue la capital desde 1901 hasta 1927). El control sobre el Territorio del Norte fue transferido de Australia Meridional a la Mancomunidad en 1911. Australia participó en la Primera Guerra Mundial de manera dispuesta; muchos australianos vieron la victoria del Australian and New Zealand Army Corps (ANZAC) en la batalla de Galípoli como el nacimiento de la nación, siendo ésta su primera actuación militar de importancia. Por otro lado, la intervención australiana en la campaña del camino de Kokoda (en la Segunda Guerra Mundial) es considerada por muchos como una acción de defensa propia.
El Estatuto de Westminster de 1931 abolió la mayor parte de las conexiones constitucionales entre Australia y el Reino Unido, pero la primera no lo aceptó hasta 1942 por medio del Acta de Adopción del Estatuto de Westminster. El impacto de la derrota británica en Asia en 1942 y la amenaza de una invasión japonesa causaron que Estados Unidos se convirtiera en el nuevo aliado y protector de la mancomunidad.

## Prosperidad en la posguerra
Habiendo terminado la Segunda Guerra Mundial, el Gobierno australiano instigó un programa masivo para la inmigración europea. Después de haber prevenido por poco la invasión japonesa y sufrido ataques en suelo australiano por primera vez, se creyó que el país debía “poblarse o perecer”. La inmigración atrajo a los tradicionales emigrantes del Reino Unido junto a, por primera vez, un gran número de europeos meridionales y orientales. La creciente economía australiana no se degradó a diferencia de la europea, que había sido devastada por la guerra. En Australia, los recientemente llegados inmigrantes encontraron empleo en programas asistidos por el gobierno, como por ejemplo el Snowy Mountains Scheme. Dos millones de personas llegaron a la pujante nación del sur entre 1948 y 1975. 
El Partido Liberal, fundado en 1944, dominó la situación en la inmediata posguerra, venciendo su presidente y fundador, Robert Menzies, en 1949 al entonces presidente del Partido Laborista, Ben Chifley, quien ya había ocupado el cargo de primer ministro desde 1945 hasta 1949. Menzies supervisó la expansión en la posguerra; él se convertiría en el líder nacional en estar más tiempo en ese cargo. La industria manufacturera, que antes había tenido un papel menor en una economía dominada por la producción primaria, se expandió enormemente. Desde la década de 1970 y la abolición de la política de la Australia Blanca, la inmigración desde Asia y otras partes del mundo también ha sido fomentada. Como resultado de esto, la demografía, cultura e imagen nacionales se han transformado radicalmente.
Australia firmó el tratado de ANZUS en 1951 con Estados Unidos y Nueva Zelanda, y proveyó tropas para la guerra de Corea y la Emergencia Malaya. Melbourne fue sede de los Juegos Olímpicos de 1956. Pruebas nucleares británico-australianas y lanzamientos de cohetes comenzaron cerca de Woomera, Australia Meridional aproximadamente en la misma época. La población alcanzó los 10 millones de habitantes en 1959.
Desde 1951, Australia ha sido un aliado militar de los Estados Unidos bajo los auspicios del Tratado de ANZUS. Los últimos vínculos constitucionales entre el Reino Unido y la mancomunidad fueron eliminados en 1986 mediante el Acta de Australia, terminando con cualquier rol británico en los estados australianos y aboliendo las apelaciones judiciales al Consejo Privado del Reino Unido. Australia continúa siendo, sin embargo, una monarquía constitucional con Carlos III del Reino Unido como su Rey. En 1999, los votantes rechazaron un movimiento para convertir la nación en una república con una mayoría del 55 % de los votos. Los vínculos de Australia con su pasado británico se están atenuando progresivamente. Desde la elección de Gough Whitlam como primer ministro en 1972, ha habido un creciente interés en el futuro de la nación como parte de la región asiático-pacífica.